# بليس مستدير الأوراق
البليس مستدير الأوراق (باللاتينية: Bellis rotundifolia) نوع نباتي يتبع جنس البليس من الفصيلة النجمية.

## الموئل والانتشار
موطنه المغرب العربي.

## مرادفات للاسم العلمي
- (باللاتينية: Doronicum rotundifolium Desf.)
- (باللاتينية: Bellium rotundifolium (Desf.) DC.)